# Masato Yamazaki
Masato Yamazaki (4 december 1981) is een Japans voetballer.

## Carrière
Masato Yamazaki speelde tussen 2004 en 2011 voor Yokohama F. Marinos, Oita Trinita, Gamba Osaka en Sanfrecce Hiroshima. Hij tekende in 2011 bij Montedio Yamagata.